# Belumhatu (Ort)
Belumhatu ist eine osttimoresische Siedlung im Suco Madabeno (Verwaltungsamt Laulara, Gemeinde Aileu).

## Geographie
Belumhatu ist ein Dorf im Südosten der Aldeia Belumhatu, auf einer Meereshöhe von 1311 m. Es liegt an der Überlandstraße von Aileu und Maubisse im Süden und der Landeshauptstadt Dili im Norden. Einen halben Kilometer nordöstlich befindet sich das Dorf Matapati (Aldeia Remapati) und einen halben Kilometer westlich das Dorf Kotehu (Aldeia Belumhatu).
Das Zentrum des Dorfes an der Straße liegt auf einem Bergrücken, nach Norden fällt das Land ab. Auf zweieinhalb Kilometer sinkt es um 1000 m bis zum Fluss Bemos.